# Hanequin de Cuéllar
Hanequin de Cuéllar (n. hacia 1447; m. hacia 1518) fue un arquitecto y escultor de la familia Egas que trabajó en Castilla. En la documentación es nombrado solo como Hanequin, y los historiadores modernos le han adjudicado el apellido de Cuéllar por residir y trabajar en la zona de influencia de Cuéllar (Segovia), y posiblemente para diferenciarle de su padre, el también arquitecto Hanequin de Bruselas.

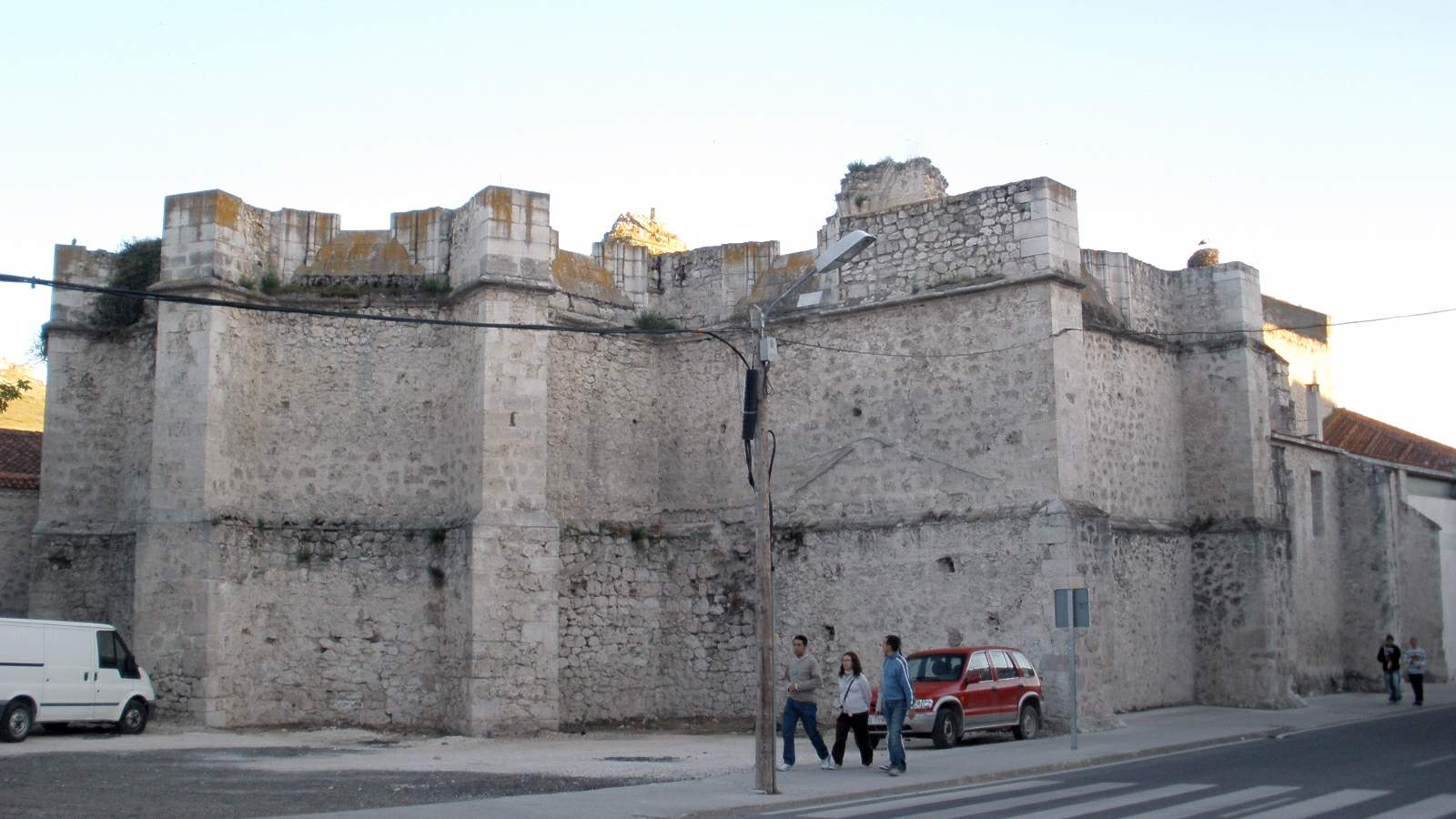
Monasterio de San Francisco de Cuéllar, del que ejecutó la traza de su iglesia en dos fases, entre 1476 y 1518.

Aparece por primera vez continuando las obras iniciadas por su padre en el castillo de Cuéllar, mandadas en 1465 por Beltrán de la Cueva, I duque de Alburquerque, remodelando la fortaleza dejada por el condestable Álvaro de Luna. Entonces ya figura como oficial, y trabajaba en equipo con su tío Antón Martínez de Bruselas. Para los duques de Alburquerque también trabajó en el monasterio de san Francisco, donde levantaron su panteón familiar. Debió de ejecutarlo en dos fases: una en 1476 y otra en 1518, sin llegar a ver terminadas las obras. Dentro de los trabajos, realizó una nueva bóveda y otras dependencias. Junto a su padre trabajó en las obras de la basílica de la Asunción de Nuestra Señora de Colmenar Viejo (Madrid) a finales del siglo XV, y en solitario realizó un atrio tardo-gótico decorado con bolas isabelinas y granadas en la iglesia de San Miguel de Cuéllar. 
También realizó obras en el monasterio de Santa María de la Armedilla, en Cogeces del Monte (Valladolid), tierra de Cuéllar y patronato de los duques de Alburquerque. Siendo vecino de Cuéllar en 1508, dirigió los trabajos de construcción del refectorio y la cocina, y en octubre de 1511, avecindado en la misma villa, contrató obras de remodelación en la iglesia, que debía terminar un año más tarde, y por las que cobraría 110 000 maravedíes. La obra consistía en levantar las paredes de la iglesia, la portada (actualmente en el Museo Casa de Cervantes), una puerta hacia el claustro, otra a la sacristía y otra al coro, y otros trabajos.